# 푸른 바다의 AiON
《푸른 바다의 AiON》(일본어: 碧海のAiON 헤키카이노 아이온[*]) 가게사키 유나의 일본의 만화 작품이다. 《월간 드래곤 에이지》(후지미 쇼보)를 통해 2009년 2월호부터 연재. 단행본은  현재, 같은 회사인 가도카와 코믹스 드래곤Jr.를 통해 11권까지 발행되어 완결되었다.한국어 번역판은 5권까지 계약해서 현재 일본에선 완결이 되었고 한국에선 5권까지 발행되었다.

## 개요
태평양의 페르시아만 연안에 위치해 있는 가공의 도시인 시오미가하마 시(潮見ヶ浜市)를 무대로 하는 학원 판타지 만화이다.